# Euprenolepis antespectans
Euprenolepis antespectans är en myrart som först beskrevs av Auguste-Henri Forel 1913.  Euprenolepis antespectans ingår i släktet Euprenolepis och familjen myror. Inga underarter finns listade i Catalogue of Life.